# David Fourier
David Fourier est un réalisateur français.

## Filmographie partielle

### Réalisateur
- 1997 : Des majorettes dans l'espace - Court-métrage, a obtenu le César du Court-métrage, le Prix du Public au festival de Clermont-Ferrand entre autres prix.
- Lollipops - Court-métrage
- Suzuki san - Court-métrage
- Yamamoto san - Court-métrage

### Scénariste
- 1997 : Des majorettes dans l'espace (court métrage)

## Nominations et récompenses
- 1998 : César du meilleur court métrage
- Prix du public au Festival international du court métrage de Clermont-Ferrand